# OpenDOAR
 El Directorio de Repositorios de Acceso Abierto (en inglés Directory of Open Access Repositories, OpenDOAR) es un sitio web con sede en el Reino Unido que enumera los repositorios académicos de acceso abierto. Se puede buscar por localidad, contenido y otras medidas. El servicio no requiere detalles completos del repositorio y no busca los metadatos de los repositorios.
OpenDOAR es mantenido por la Universidad de Nottingham bajo el paraguas de servicios de SHERPA y fue desarrollado en colaboración con la Universidad de Lund. El proyecto está financiado por el Open Science Institute, Jisc, el Consorcio de Bibliotecas de Investigación (CURL) y SPARC Europa. 

A partir de 2015, OpenDOAR y el Registro de Repositorios de Acceso Abierto (ROAR) con sede en el Reino Unido 
"se consideran los dos directorios web de acceso abierto líderes a nivel mundial. ROAR es el directorio más grande y permite envíos directos al directorio. OpenDOAR controla el envío de materiales y depende de la discreción de su personal. OpenDOAR requiere acceso abierto a publicaciones académicas; mientras que ROAR permite incluir otros tipos de materiales. ROAR permite el filtrado por país, tipo de repositorio y ordenación por nombre de repositorio".